# Rhaphuma impressiceps
Rhaphuma impressiceps là một loài bọ cánh cứng trong họ Cerambycidae.